# Det andet offer
Det andet offer er en dansk dramafilm fra 2025, der er instrueret af debutanten Zinnini Elkington og har Özlem Saglanmak i hovedrollen som lægen Alexandra, der under en hospitalsvagt foretager et tragisk fejlskøn.
Zinnini Elkington, der færdiggjorde filmuddannelsen Super16 i 2021, er vokset op i en familie, hvor mange har arbejdet i sundhedsvæsenet, og havde selv overvejet at gå samme vej. Hendes søster er læge, og filmens historie voksede i høj grad frem i samtaler mellem de to søstre. Begrebet "det andet offer" bruges blandt sundhedsansatte til at beskrive den belastningsreaktion, personalet på et sygehus oplever, når der sker traumatiske hændelser og fejlskøn.
Begrebet blev introduceret i en artikel af Albert Wu i 2000.

## Handling
Filmen følger den dygtige læge Alexandra (Özlem Saglanmak), der under en hektisk vagt på en neurologisk hospitalsafdeling påtager sig en ekstra opgave. Men hendes valg får fatale følger som følge af et tragisk fejlskøn. Skylden spreder sig blandt alle involverede, og Alexandra må tage konsekvensen af sine beslutninger.

## Medvirkende
- Özlem Saglanmak - Alexandra
- Trine Dyrholm - Camilla
- Olaf Johannessen - Esben
- Mathilde Arcel Fock - Emilie
- Anders Matthesen - Karl
- Iman Meskini - Aida
- Anne Sofie Wanstrup -	Trine
- Tarek Zayat - Jonas

## Modtagelse
Filmen fik meget gode anmeldelser i de danske medier. Jyllands-Postens anmelder kaldte filmen både klog og intenst spændende, og roste den for at stille skarpt på en vigtig problematik om placering af skyld i et underdrejet system. Avisen tildelte filmen fem stjerner ud af seks mulige. I dagbladet Information kaldte Lone Nikolajsen filmen for gennemført, velfortalt og totalt medrivende. Berlingske tildelte også fem stjerner og skrev, at filmen var åndeløst spændende og viste store sandheder i de menneskelige dramaer, den lod udfolde sig. Filmmagasinet Ekko gav topkarakteren seks stjerner og skrev, at sjældent havde en dansk film været så nervepirrende intens, hjerteskærende og samtidig lindrende.